# 野鴨直升機
威斯特蘭 野鴨（英語：Westland Widgeon)是一款由威斯特蘭根據其自家的WS-51 蜻蜓進行升級的直升機

## 發展
威斯特蘭決定對WS-51 蜻蜓進行私人投資改進，該直升機是從塞考斯基飛機公司獲得許可的設計，增加了機艙容量，並用旋風直升機的裝置替換了蜻蜓(Dragonfly) 的旋翼頭、槳葉和變速箱。第一架於1955年8月23日首飛。其中一架註冊號為G-ANLW是第一架於1959年4月8日降落在倫敦直升機場的直升機，後來出現在1971年的電影八八鐘鐘聲敲響時。
1957年，艦隊航空隊曾計劃將多達24架現有WS-51升級為蜻蜓 HC.7（即Widgeon），但該計劃被放棄，並導致了停止進展的決定。

## 用戶
巴西
- 巴西海軍[5]

 斯里蘭卡
- 皇家錫蘭空軍[6]

 香港
- 皇家香港輔助空軍[7]

 约旦
- 皇家約旦空軍（英语：Royal Jordanian Air Force）[8]

 尼日尔
- Biafran Armed Forces（英语：Biafran Armed Forces） -曾在奈及利亞內戰中使用[9]

 英国
- 布里斯托直升機航空（英语：Bristow Helicopters）[10]

### 傳記
- Apostolo, Giorgio. The Illustrated Encyclopedia of Helicopters. New York: Bonanza Books, 1984. ISBN 0-517-439352.
- Draper, Michael I. . Aldershot, UK: Hikoki Publications. 1999. ISBN 1-902109-63-5.
- James, Derek N. Westland Aircraft since 1915. London: Putnam Aeronautical Books, 1991. ISBN 0-85177-847-X.
- "Widgeon and Whirlwind —with power by Alvis: A Report on two current Westland developments." （页面存档备份，存于） Flight, 1955.
- "World Helicopter Market" （页面存档备份，存于）. Flight International, 13 July 1967. pp. 57–71.
- "World Helicopter Market" （页面存档备份，存于）. Flight International, 11 July 1968. pp. 48–60.

## 外部連結
- Westland Widgeon （页面存档备份，存于） pages at helis.com database